# Alt Llenguadoc
L'Alt Llenguadoc (en occità Lengadòc Naut) és correspon a una part del Llenguadoc, regió històrica d'Occitània (i de França), a l'entorn de la ciutat de Tolosa de Llenguadoc.
Segons la proposta de divisió territorial d'Occitània del diari Jornalet, basada en l'obra de Frederic Zégierman Le Guide des pays de France, l'Alt Llenguadoc seria una sub-regió ubicada dins la regió del Llenguadoc, que contindria 5 parçans (comarques occitanes):
- Frontonès - Frontonés
- Lauraguès - Lauragués
- País d'Olmes - País d'Olmes
- Tolosà - Tolosan
- Volvestre - Volvèstre

La seva extensió es correspon a parts dels departaments francesos de l'Alta Garona (centre-nord), l'Arieja (est) i l'Aude (oest).